# 熱帶風暴小熊 (2021年)
熱帶風暴小熊（英語：Tropical Storm Koguma，國際編號：2104，聯合颱風警報中心：WP052021）是2021年太平洋颱風季第4個被命名的風暴。「小熊」（こぐま）一名由日本提供，即小熊座，此名字第一次使用，取代菲律賓造成嚴重傷亡被除名的巨爵。

## 發展過程
6月10日，一個熱帶擾動在西沙群島東北方海域生成，美國海軍研究實驗室給予擾動編號92W。
6月11日下午2時，日本氣象廳將其升格為熱帶低氣壓，並對其發布烈風警報，台灣中央氣象局將其升格為熱帶性低氣壓，給予編號TD05、中國國家氣象中心、香港天文台亦跟隨將其升格；同時，聯合颱風警報中心將其評級提升為「中」。晚上8時，聯合颱風警報中心將其評級提升為「高」，並對其發布熱帶氣旋形成警報。
6月12日上午8時，聯合颱風警報中心將其升格熱帶性低氣壓，給予熱帶氣旋編號05W。下午2時，日本氣象廳將其升格為熱帶風暴，給予國際編號2104，並命名「小熊」。同時，台灣中央氣象局將其升格為輕度颱風。下午5時，香港天文台將其升格為熱帶風暴。下午6時，澳門地球物理暨氣象局將其升格熱帶風暴。晚上8時，聯合颱風警報中心將其升格為熱帶風暴。
6月13日凌晨2時，聯合颱風警報中心將其降格為熱帶性低氣壓。上午5時，聯合颱風警報中心對其發出最後警告。中國國家氣象中心表示小熊於上午7時45分前後在越南清化省沿海登陸。上午11時，香港天文台將其降格為熱帶性低氣壓。下午2時，日本氣象廳將其降格為熱帶低氣壓。同時，台灣中央氣象局亦跟隨將其降格。 晚上8時，日本氣象廳在天氣圖上移除該系統。同時，香港天文台將其降格為低壓區。

## 影響

### 中國大陸
國家氣象中心發布之最高颱風預警信號： 颱風藍色預警信號

#### 海南省
海南省氣象局發佈之最高颱風預警信號： 颱風藍色預警信號

#### 廣東省

##### 陽江市
陽江市氣象台發佈之最高颱風預警信號： 颱風藍色預警信號

##### 茂名市
茂名市氣象台發佈之最高颱風預警信號： 颱風藍色預警信號

##### 珠海市
珠海市氣象台發佈之最高颱風預警信號： 颱風白色預警信號

#### 廣西
廣西氣象台發佈之最高颱風預警信號： 颱風藍色預警信號

### 香港
當地發出之最高熱帶氣旋警告信號： 一號戒備信號
因應小熊由低壓區增強為熱帶低氣壓，香港天文台於6月11日下午發出「特別天氣提示」，表示將考慮在短期內發出熱帶氣旋警告信號。香港天文台於下午4時15分發出一號戒備信號，當時小熊集結在香港之西南偏南約500公里，並表示小熊會在當日黃昏至晚上最接近香港，在香港西南500公里左右掠過，一號信號會在當晚維持。受小熊相關外圍雨帶影響，天文台於當晚8時25分至10時45分一度發出黃色暴雨警告信號。當晚離岸及高地持續吹強風。香港天文台在晚上8時45分表示，小熊會在翌早登陸海南島，並逐漸遠離香港，香港普遍吹強風的機會不大，需要改發更高熱帶氣旋警告信號機會較低。天文台在6月12日上午4時45分表示一號信號在當日早上維持一段時間；隨後在上午7時45分改為在日間維持一段時間。隨著小熊在下午遠離香港，香港風勢逐漸減弱，天文台在下午1時45分表示短期內取消所有熱帶氣旋警告信號。香港天文台在下午2時10分取消所有熱帶氣旋警告信號，當時小熊集結在香港之西南約640公里。

### 澳門
當地發出之最高熱帶氣旋警告信號：  一號風球
地球物理暨氣象局於6月10日起發出特別信息指南海北部有熱帶氣旋形成，隨後周末期間天氣不穩定。6月11日下午4時，氣象局發出特別信息，宣佈於半小時後發出熱帶氣旋信號、風暴潮警告。氣象局在下午4時30分同時發出一號風球及藍色風暴潮警告，當時小熊集結在澳門以南約510公里，並表示考慮於晚間改發三號風球，此外亦預測內港一帶於翌日上午7時至中午12時出現0.5米以下水浸。同日晚上11時，氣象局表示改為考慮於翌日 (12日) 清晨前改發三號風球。6月12日上午5時，氣象局宣佈改發較高風球機會不大，並表示一號風球於日間維持。隨著水位下降，氣象局在上午11時取消所有風暴潮警告。隨著小熊在下午遠離澳門，氣象局在下午5時表示一小時後取消所有熱帶氣旋信號。澳門氣象局在下午6時取消所有熱帶氣旋信號，當時小熊集結在澳門之西南約650公里。受「小熊」外圍雨帶影響，氣象局一度於6月13日上午5時50分發出黃色暴雨警告信號，直至當天上午7時取消。

## 熱帶氣旋警告使用紀錄

### 香港
| 香港天文台 熱帶氣旋警告信號 | 香港天文台 熱帶氣旋警告信號 | 香港天文台 熱帶氣旋警告信號 |
| --------------------------- | --------------------------- | --------------------------- |
| 上一熱帶氣旋                | 一號戒備信號                | 下一熱帶氣旋                |
| 颱風沙德爾                  | 一號戒備信號                | 熱帶低氣壓                  |

### 澳門
| 地球物理暨氣象局 澳門熱帶氣旋信號 | 地球物理暨氣象局 澳門熱帶氣旋信號 | 地球物理暨氣象局 澳門熱帶氣旋信號 |
| --------------------------------- | --------------------------------- | --------------------------------- |
| 上一熱帶氣旋                      | 一號風球                          | 下一熱帶氣旋                      |
| 颱風沙德爾                        | 一號風球                          | 熱帶低氣壓                        |

### 中國大陸
| 国家气象中心 颱風預警信號 | 国家气象中心 颱風預警信號 | 国家气象中心 颱風預警信號 |
| ------------------------- | ------------------------- | ------------------------- |
| 上一熱帶氣旋              | 颱風藍色預警信號          | 下一熱帶氣旋              |
| 熱帶風暴彩雲              | 颱風藍色預警信號          | 熱帶低壓 熱帶低壓         |

## 外部連結
| 太平洋颱風季             |
| 主題頁 - 專題 - 編輯指南 |

- （日語）日本氣象廳首頁 （页面存档备份，存于）
- （英文）聯合颱風警報中心首頁 （页面存档备份，存于）
- （简体中文）中國國家氣象中心首頁 （页面存档备份，存于）
- （繁體中文）臺灣中央氣象局首頁 （页面存档备份，存于）
- （繁體中文）香港天文台：實時天氣稿（7月11日 （页面存档备份，存于）－7月12日 （页面存档备份，存于））
- （繁體中文）澳門地球物理暨氣象局首頁 （页面存档备份，存于）
- （英文）菲律賓大氣地球物理和天文管理局 惡劣天氣公告 （页面存档备份，存于）
- （泰文）泰國氣象局首頁 （页面存档备份，存于）